# Souk Ahras
Souk Ahras (em árabe: سوق أهراس), edificada sobre a antiga cidade de Tagaste, é uma comuna da Argélia. É a capital da província homônima. De acordo com o censo de 2008, a população total da cidade era de 155 259 habitantes.
É a cidade onde nasceu Santo Agostinho de Hipona.

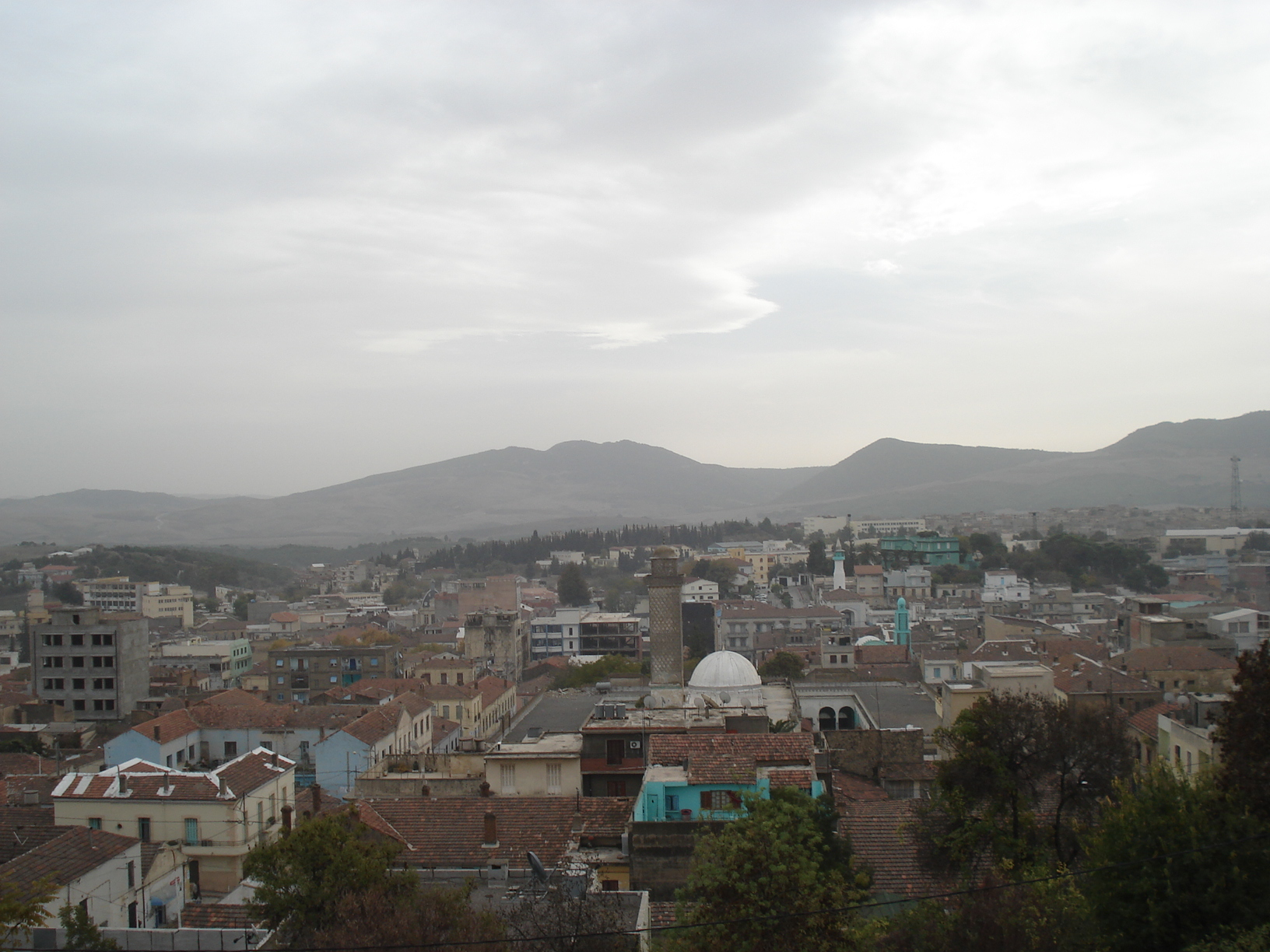
Centro da cidade